# Syndromodes prasinops
Syndromodes prasinops là một loài bướm đêm trong họ Geometridae.